# Takamori
Takamori (高森町?, Takamori-machi) è una cittadina giapponese della prefettura di Kumamoto.